# Marc Lawrence (acteur)
Marc Lawrence, geboren als Max Goldsmith (New York, 17 februari 1910 - Palm Springs, 28 november 2005), was een Amerikaans acteur.

## Biografie
Lawrence werd geboren in New York als zoon van een koppel van Pools-Russische Joodse afkomst. In 1930 raakte Lawrence bevriend met acteur John Garfield. Samen speelden ze verschillende rollen in het toneel, alvorens Lawrence een contract tekende bij Columbia Pictures. Lawrence werd vaak gecast als gangster, al vanaf het begin van zijn carrière. In 1933 speelde hij naast Carole Lombard en Charles Laughton in White Woman. Andere films in het begin van zijn carrière waren onder meer Little Big Shot (1935), Sergeant Madden (1939), Johnny Apollo (1940), Nazi Agent (1942) en drie films van de reeks Charlie Chan.
In 1971 verscheen hij in de James Bond-film Diamonds Are Forever. Dezelfde rol nam hij opnieuw op in de volgende James Bond-film The Man with the Golden Gun. Op het einde van zijn carrière speelde hij veelal de oude maffiabaas, zoals in The Little Town with an Accent (aflevering The A-Team) (1986) en Ruby (1992). Zijn laatste rol speelde hij in 2003 op 93-jarige leeftijd in Looney Tunes: Back in Action. 
Lawrence overleed in 2005 op 95-jarige leeftijd. Hij ligt begraven op het Westwood Village Memorial Park Cemetery.
Hij was tweemaal getrouwd en had twee kinderen. Zijn dochter Toni Lawrence is de ex-echtgenote van Billy Bob Thornton.
- Biblioteca Nacional de España: XX1506623
- Bibliothèque nationale de France: cb13896419s (data)
- Gemeinsame Normdatei: 136585043
- International Standard Name Identifier: 0000 0000 5934 6621
- Library of Congress Control Number: n87911891
- Nationale Bibliotheek van Israël: 987007342095905171
- Système universitaire de documentation: 114278385
- Virtual International Authority File: 14958733
- WorldCat: E39PBJpV44Hf4qvypXBFKTqWjC